# Comuna Novooleksandrivka, Bratske
Novooleksandrivka (în ucraineană Новоолександрівка) este o comună în raionul Bratske, regiunea Mîkolaiiv, Ucraina, formată din satele Mîrne și Novooleksandrivka (reședința).

## Demografie
Componența lingvistică a comunei Novooleksandrivka
     Ucraineană (89,54%)
     Rusă (5,3%)
     Română (4,48%)
     Alte limbi (0,14%)
Conform recensământului din 2001, majoritatea populației comunei Novooleksandrivka era vorbitoare de ucraineană (89,54%), existând în minoritate și vorbitori de rusă (5,3%) și română (4,48%).